# Ишеев, Сергей Владимирович
Сергей Владимирович Ишеев — подполковник Федеральной службы безопасности Российской Федерации, погиб при исполнении служебных обязанностей во время Второй чеченской войны, кавалер ордена Мужества (посмертно).

## Биография
Сергей Владимирович Ишеев родился 2 сентября 1959 года в городе Термезе Сурхандарьинской области Узбекской Советской Социалистической Республики в семье военнослужащего Вооружённых Сил СССР. В 1976 году окончил Ташкентскую среднюю школу № 53, после чего уехал в город Киев, где поступил в Киевский институт инженеров гражданской авиации (ныне — Национальный авиационный университет Украины). Завершив обучение, Ишеев вернулся в Ташкент, где трудился инженером в цехе № 5 Ташкентского объединённого авиационном отряде.
С 1986 года — на службе в органах государственной безопасности СССР. Служил на различных должностях в Комитете государственной безопасности Узбекской ССР. После распада Советского Союза в течение трёх лет проходил службу в Службе национальной безопасности Республики Узбекистан. В 1994 году переехал в Россию, где первоначально служил в Управлении Федеральной службы безопасности Российской Федерации по Мурманской области. В 1997 году переведён в город Тулу, занимал различные должности в Управлении Федеральной службы безопасности Российской Федерации по Тульской области. С 2000 года возглавлял Ясногорское отделение УФСБ России по Тульской области. В 2001 году был сначала начальником одного из отделов Управления, затем руководил Новомосковским районным отделом УФСБ России по Тульской области.
27 марта 2003 года подполковник Сергей Владимирович Ишеев был направлен в зону контртеррористической операции на Северном Кавказе. 7 апреля 2003 года машина, в которой находился Ишеев с группой сослуживцев, подорвалась на заложенном сепаратистами взрывном устройстве. Все находившиеся внутри погибли.
Похоронен на городском кладбище города Новомосковска Тульской области. На могиле регулярно проводятся памятные мероприятия.
Указом Президента Российской Федерации подполковник Сергей Владимирович Ишеев посмертно был удостоен ордена Мужества. Кроме того, награждён ведомственным знаком ФСБ «За службу в контрразведке» 3-й степени, медалями «За отличие в военной службе» 2-й и 3-й степеней.

## Память
- В честь Ишеева названа улица и установлена мемориальная доска в городе Ясногорске[4].
- Навечно зачислен в списки личного состава Новомосковского городского отдела ФСБ России.
- В память об Ишееве в Новомосковске ежегодно проводятся турниры по волейболу[5].